# Narodna Odbrana
Narodna Odbrana (em sérvio cirílico: Народна одбрана, literalmente, A Defesa do Povo) era um grupo nacionalista sérvio que foi criado por volta de 1908 como uma reação à anexação da Bósnia e Herzegovina (onde havia uma grande concentração de sérvios) pela Áustria-Hungria. Na época, os sérvios manifestaram a necessidade de proteção dos sérvios na Áustria-Hungria com a criação de uma organização defensiva, que era o Odbrana Narodna. Para alcançar seus objetivos, o Odbrana Narodna divulgou propagandas, bem como a organização de forças paramilitares .

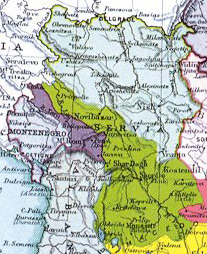
expansão territorial do Reino da Sérvia após a Guerra dos Balcãs.

Imediatamente após a anexação da Vardar Macedônia ao Reino da Sérvia, os macedônios eslavos foram confrontados com a política de "servianização" forçada. A população da Macedônia foi forçada a declarar-se sérvia. Aqueles que se recusaram foram espancados e torturados.  De acordo com o Relatório da Comissão Internacional para Inquirir sobre as Causas e Conduta das Guerras dos Balcãs, os membros do Odbrana Narodna cometeram graves crimes de guerra contra a população civil. 

## Ver Também
- Mão Negra
- Chetniks
- Grande Sérvia
- Pan-eslavismo